# Alfred Cañamero i Carreño
Alfred Cañamero i Carreño (Barcelona, 1965) és un músic i director de cor català. Actualment dirigeix diferents formacions i és professor de cant coral a l'Escola Municipal de Música Can Roig i Torres de Santa Coloma de Gramenet. El desembre de 2018 va dirigir El Messies de Händel davant la presó de Lledoners per als presos polítics.

## Formació
Va iniciar els estudis musicals a l'Escolania de Montserrat, d'on va ser-ne escolà entre els anys 1975 i 1979. A Montserrat, sota la batuta del P. Ireneu Segarra, va formar-se en cant, piano, violí i orgue. Després amplià els estudis al conservatori de Barcelona i al de Badalona, sota el guiatge de Manuel Oltra, Benet Casablancas, Miquel Roger i Josep Soler.
En el camp del cant, ha estudiat amb Pura Gomez, Margarida Sabartés, Xavier Torra i Salvador Parrón, en la direcció coral ha estat deixeble d'Enric Ribó, Pierre Cao, Johan Duicjk i Laszlo Heltay, i també ha realitzat cursos amb Eric Ericson i Harry Christophers, i els estudis de direcció d'orquestra els ha realitzat amb Albert Argudo i Antoni Ros Marbà.

## Àmbit professional
Actualment és el director de la Coral Mixta d'Igualada, del Cor Cantus de Barcelona i del Cor d'Homes d'Osona. Anteriorment havia dirigit, entre d'altres, la Coral Càrmina de Barcelona, el Coro de la Sociedad Musical de Sevilla, l'Orfeó de Sants i la cobla la Principal del Llobregat.
Ha estat director convidat de nombroses formacions corals, orquestres simfòniques i grups de cambra, entre els quals destaquen la Polifònica de Puig-reig, la Banda Municipal de Barcelona, l'Orquestra de Cambra Gonçal Comellas, l'Orquestra Simfònica del Vallès o la Reial Orquestra Simfònica de Sevilla.
El 1995 va començar el projecte El Messies Participatiu, endegat inicialment per la Fundació La Caixa, que va dur posteriorment a Barcelona, Sevilla, Granada, Bilbao, València, Vitòria-Gasteiz i Palma. L'any 2008 va iniciar, també a Barcelona, el projecte participatiu del Carmina Burana, que després també va realitzar a Madrid. També ha estat col·laborador d'Europa Cantat, i de les Jornades Internacionals de Cant Coral de Barcelona l'estiu del 2007, on va dirigir la Missa de Batalla de Joan Cererols.
Entre les produccions que ha dirigit destaquen l'Stabat Mater de Haydn a l'Abadia de Montserrat, una participació en el concert d'homenatge al Pare Irineu al Palau de la Música en el centenari del seu naixement, el Rèquiem de Mozart amb l'Orquestra Simfònica del Vallès i els cors Cor Ciutat de Tarragona, Coral Mixta d'Igualada, Coral Verge del Camí i l'Orfeó de Flix, i El Messies de Händel davant la presó de Lledoners amb 450 cantaires, la majoria provinents del Messies Participatiu, i una cinquantena de músics professionals per "mostrar a tots els presos i preses polítics l'escalf l'estima en uns dies tan assenyalats com els de Nadal".

## Docència
A més de la seva tasca com a professor de cant coral a l'Escola Municipal de Música Can Roig i Torres de Santa Coloma de Gramenet, imparteix sovint cursos i tallers de direcció, tant a Catalunya com a la resta de l'estat. Entre altres, els cursos de direcció coral de la FCEC, cursos de direcció coral a les universitats de Granada, Sevilla i Extremadura o el del Campus d'Estiu del Festcat a Llívia, organitzat per la Generalitat de Catalunya.